# Brzozy (herb szlachecki)
Brzozy (Berg) – polski herb szlachecki używany w Inflantach.

## Opis herbu
Opis zgodnie z klasycznymi regułami blazonowania:
W polu barwy niewiadomej na zielonym wzgórku trzy brzozy. W klejnocie nad hełmem w koronie takież brzozy.

## Najwcześniejsze wzmianki
Pieczętowała się nim inflancka rodzina de Berck. Nazwisko to było następnie spolszczone na Berk. (Słowo Berk z j. holenderskiego znaczy - brzoza).

### Bardziej znani członkowie rodziny
Jan Berk, skarbnik inflancki, syn Gotarda Ernesta